# Palia (Computerspiel)
Palia ist ein Massively-Multiplayer-Online-Game (MMO), das von Singularity 6 entwickelt und vertrieben wird. Seit August 2023 ist das Spiel als offene Beta-Version zum Download für Microsoft Windows verfügbar, es folgten Versionen für den Epic Games Store (Oktober 2023), die Nintendo Switch (Dezember 2023) und Steam (März 2024). Im Mai 2025 wurde Palia für PlayStation 5 und Xbox Series veröffentlicht.

## Handlung
Der Spielercharakter landet auf zunächst unerklärliche Weise im Land Palia und trifft dort auf Majiri, die elfenähnlichen Bewohner des Dorfes Kilima. Diese hielten die Menschen für ausgestorben und sind nun überrascht über das plötzliche Auftauchen so vieler. Trotzdem nehmen sie den Spieler freundlich auf und weisen ihm sogar ein altes Grundstück zu, auf dem er sich niederlassen darf. Anschließend versucht der Spieler, sich gleichermaßen in die Dorfgemeinschaft zu integrieren und herauszufinden, wo und wie er hergekommen ist.

## Spielmechanik
Das Dorf Kilima, die umliegende Gegend und weitere Kartenabschnitte sind für den Spieler weitgehend frei zugänglich, mit Ausnahme einiger Bereiche, für die besondere Voraussetzungen erfüllt werden müssen (z. B. private Räume der Bewohner, für die man erst einen Schlüssel erhalten muss). Zu Beginn des Spiels werden die Funktionen und Handlungsmöglichkeiten durch Tutorial-Einblendungen und im Gespräch mit den Nichtspielercharakteren (NSCs) und Quests von diesen erklärt.
Auf seinem Baugelände ist der Spieler alleine und hat dort ein Areal zur Verfügung, das sich mit einem Zelt, Arbeitsstationen und gefundenen oder gekauften Dekorelementen bebauen lässt. Im Rahmen der Spieleinführung baut er dort auch das erste Haus, welches im Spielverlauf umfangreich erweiterbar ist und vorrangig als Dekoration und zur Beherbergung des Gegenstandslagers, der Arbeitsstationen und weiterer Dekoelemente dient. Die Grundstücke anderer Spieler können besucht und angeschaut werden, wenn diese sich ebenfalls dort befinden, alternativ lässt sich das eigene Grundstück ausstellen, sodass andere Spieler es jederzeit besuchen und bewerten können. Auch Gartenarbeit/Landwirtschaft, Möbelherstellung und Kochen sind hier möglich.
In den Gemeinschaftsbereichen trifft man auf weitere Spieler auf dem Server. Hier kann sich der Spieler mit Angeln, Sammeln, Jagen, Bergbau, und Insektenfangen beschäftigen, Quests erledigen, mit den Dorfbewohnern sprechen und in Läden Gegenstände gegen Spielwährung ver- und einkaufen. Das Dorf Kilima ist dabei der zentrale Bereich, in Bahari Bay gibt es höherstufige Ressourcen und serverweite Events. Es wird ein Tag-/Nacht-Zyklus simuliert, je nach Tageszeit gibt es beispielsweise andere Insekten zu fangen. Über ein Fokussystem kann der Spieler seine Fähigkeiten in den zuvor genannten Tätigkeiten verbessern: bei Ausübung der Tätigkeiten werden Fokuspunkte verbraucht, durch Nahrungsaufnahme lassen sich diese wieder auffüllen.
Das Spiel gehört zur Kategorie der Cozy Games, alle Aufgaben lassen sich ohne Zeitdruck erledigen, abgesehen von der Jagd auf Tiere mit dem Bogen und dem Betäuben von Insekten mit „Rauchbomben“ verzichtet Palia auf Gewaltdarstellung, ebenso muss keine Bedrohung bekämpft werden, es geht einfach darum, sich in die Gemeinschaft zu integrieren. Über einen Premium-Shop im Spiel können ausschließlich kosmetische Zusatzinhalte (Werkzeug-Skins, Bekleidung, Haustiere) gegen Echtgeld gekauft werden, es gibt keine kaufbaren Objekte, die den Spielfortschritt beschleunigen.

## Entwicklung
Palia wird von dem in Los Angeles ansässigen Studio Singularity 6 entwickelt und wurde am 3. Juni 2021 angekündigt. Noch während der Entwicklung zur endgültigen Spielversion entließ Singularity mehr als die Hälfte seiner Mitarbeiter in mehreren Entlassungswellen.

## Rezeption
Auf Steam wird Palia von den Nutzern im Durchschnitt sehr positiv bewertet. Das Spiel wird mit anderen Spielen der Genres verglichen, z. B. Stardew Valley oder Disney Dreamlight Valley. Anny Bader von 4P lobt, dass jede Fähigkeit sinnvoll ins Spiel integriert sei und daher keine vernachlässigt werden muss. Alexander Leitsch von Mein MMO lobt die Quality-of-Life-Aspekte, wie beispielsweise Crafting direkt aus dem Lager oder den Zugriff auf alle benötigten Werkzeuge, ohne damit Inventarplätze füllen zu müssen.

„Palia löst Probleme, die ich aus anderen Farmsimulationen kenne“

Trotz des Fehlens von Pay2Win-Elementen wird der Premium-Shop kritisiert, da es für die Erstellung des Charakters nur wenige Möglichkeiten zur Individualisierung gebe und Kleidungsalternativen daher zum Kauf anregen, um sich von der Masse abzuheben. Außerdem wird bemängelt, dass sich nur zeitgleich 25 Spieler in einem Kanal des Servers befinden können, die sich dann auf das gesamte Spielgebiet aufteilen.